# Missen Ridge
Missen Ridge ist ein langer, eisbedeckter Gebirgskamm an der Pennell-Küste ostantarktischen Viktorialands. Er ragt südlich des Davis-Piedmont-Gletschers auf einer Halbinsel auf, deren nordöstliches Ende durch das Kap Hooker gebildet wird. 
Teilnehmer der Australian National Antarctic Research Expeditions benannten ihn nach R. Missen, einem Wettertechniker, der im Rahmen dieser Expeditionsreihe an der Forschungsfahrt der Thala Dan entlang der Nordküste Viktorialands im Jahr 1962 beteiligt war.